# Кевин Ричардсън (певец)
Кевин Скот Ричардсън (на английски: Kevin Scott Richardson) е американски певец, актьор и модел, член на световноизвестната група „Бекстрийт Бойс“.

## Биография
Кевин е роден на 3 октомври 1971 г. в град Лексингтън, Кентъки, САЩ. Учи в началното училище в окръг Мерсер, и в средното училище, намиращо се в окръг Оулси, и в гимназията в окръг Естил, където е посещавал често шахматния клуб, и е станал капитан на отбора по американски футбол. През 1991 г. Кевин се мести в Орландо. Работи в Световния център за отдих на „Уолт Дисни“. Там Кевин се запознава с бъдещата си съпруга Кристин Уилитс. По-късно става квалифициран преподавател по балетни танци.
През пролетта на 1993 г. решава да се яви на прослушване в новата музикално-вокална група „Бекстрийт Бойс“. По това време част от групата вече са били: Хауи Дъроу, Ей Джей Маклийн и Ник Картър. След време Кевин решава да покани своя братовчед Брайън, да дойде в Орландо и да се присъедини към групата. Така се образува бройката на участниците в бъдещата легендарна група. Кевин е продуцент и съавтор на няколко песни на „Бекстрийт Бойс“.
На 23 юни 2006 г. напуска групата, като заявява, че иска да отвори нова страница в живота си, но също така казва, че момчетата завинаги ще останат негови по-малки братя, той им пожелава продължение на успехите. Кевин казва също, че с нетърпение очаква следващите албуми на групата. Момчетата от групата заявяват, че няма да заменят Кевин с нов певец и че винаги е добре дошъл, ако реши да се завърне. Междувременно Бекстрийт Бойс, без Кевин, издават два албума. На 29 април 2012 г. на концерт в Лондон групата официално обявява завръщането на Кевин Ричардсън. Заедно с Кевин през 2013 г. издават албум, носещ името „In a World Like This“. През 2018-та Backstreet Boys се завърнаха с нов сингъл, озаглавен “Don’t Go Breaking My Heart”. Кевин е работил като модел в италианската марка „Версаче“. През 1999 г., според списание Пийпъл, Кевин става най-сексуалната звезда от мъжки пол.
През 2000 г. е обявено, че Кевин е решил да сключи брак с дългогодишната си приятелка Кристин Уилитс. Сватбата се състои на 17 юни 2000 г. в Кентъки. На 3 юли 2007 г. се ражда тяхното първо дете, Мейсън Ричардсън. На 10 юли 2013 г. се ражда втория им син – Максуел Ричардсън.